# Colpotrochia fultoni
Colpotrochia fultoni är en stekelart som beskrevs av Henry Keith Townes, Jr. 1959. Colpotrochia fultoni ingår i släktet Colpotrochia och familjen brokparasitsteklar. Inga underarter finns listade i Catalogue of Life.